# 1965년 캐나다 연방 선거
1965년 캐나다 연방 선거는 캐나다에서 27번째로 치러진 연방 선거로, 캐나다 하원의원 265석을 선출하기 위해 1965년 11월 8일 진행되었다. 총 유효표는 7,713,238표가 나왔으며, 투표율은 저번 선거 대비 4%P가 떨어진 75%를 기록했다.
1963년 선거로 정권을 잡게 된 레스터 B. 피어슨의 자유당은 과반수를 확보하지 못해 국정 운영에 어려움을 겪었다. 이에 피어슨은 선거가 치러진 지 2년 만에 다시 의회를 해산하고 조기 총선을 감행하였다. 선거 과정에서 자유당과 진보보수당은 모두 복지 확대를 주장하였다. 한편 사회신용당은 퀘벡 지역을 중심으로 한 세력이 당을 이탈해 신용연합을 창당하면서 두 세력으로 분열되었다.
선거 결과 자유당은 의석수를 늘리기는 하였지만 과반수에는 모자란 131석을 확보하는 데 그쳤다. 진보보수당 역시 의석수를 늘리는 데는 성공했지만 정권 재교체에는 실패하였다. 선거 결과의 부진에 따라 자유당의 피어슨과 진보보수당의 디펜베이커 모두 대표직에서 물러나게 되었다. 신민주당은 의석수를 조금 늘리는 데 그쳤지만 자유당이 과반수를 확보하지 못함에 따라 캐스팅보트를 쥐게 되었다. 한편 사회신용당은 신용연합보다 못한 결과를 얻게 됨에 따라 의회 내 주도권을 상실하게 되었다.

## 선거 결과
| 정당              | 득표수    | 득표율 | 의석 | ±   |
| ----------------- | --------- | ------ | ---- | --- |
| 캐나다 자유당     | 3,099,521 | 40.18  | 131  | +3  |
| 캐나다 진보보수당 | 2,500,113 | 32.41  | 97   | +2  |
| 신민주당          | 1,381,558 | 17.91  | 21   | +4  |
| 신용연합          | 359,258   | 4.66   | 9    | +9  |
| 캐나다 사회신용당 | 284,454   | 3.66   | 5    | -19 |

### 지역별 결과
| 주                     | 자유      | 자유  | 자유 | 보수      | 보수  | 보수 | 신민      | 신민  | 신민 | 신용(연) | 신용(연) | 신용(연) | 신용(당) | 신용(당) | 신용(당) | 기타   | 기타 | 기타 | 합계      |
| 주                     | #         | %     | 석   | #         | %     | 석   | #         | %     | 석   | #        | %        | 석       | #        | %        | 석       | #      | %    | 석   | 합계      |
| ---------------------- | --------- | ----- | ---- | --------- | ----- | ---- | --------- | ----- | ---- | -------- | -------- | -------- | -------- | -------- | -------- | ------ | ---- | ---- | --------- |
| 노바스코샤             | 175,415   | 41.98 | 2    | 203,123   | 48.61 | 10   | 38,043    | 9.10  | -    | -        | -        | -        | -        | -        | -        | 1,249  | 0.30 | -    | 417,830   |
| 노스웨스트             | 5,194     | 56.21 | 1    | 3,615     | 39.12 | -    | 431       | 4.66  | -    | -        | -        | -        | -        | -        | -        | -      | -    | -    | 9,240     |
| 뉴브런스윅             | 114,781   | 47.49 | 6    | 102,714   | 42.50 | 4    | 22,759    | 9.42  | -    | 1,081    | 0.45     | -        | 352      | 0.15     | -        | -      | -    | -    | 241,687   |
| 뉴펀들랜드             | 94,291    | 64.12 | 7    | 47,638    | 32.40 | -    | 1,742     | 1.18  | -    | -        | -        | -        | 2,352    | 1.60     | -        | 1,022  | 0.70 | -    | 147,045   |
| 매니토바               | 117,442   | 30.95 | 1    | 154,253   | 40.65 | 10   | 91,193    | 24.03 | 3    | -        | -        | -        | 16,315   | 4.30     | -        | 237    | 0.06 | -    | 379,440   |
| 브리티시컬럼비아       | 217,726   | 29.99 | 7    | 139,226   | 19.18 | 3    | 239,132   | 32.94 | 9    | -        | -        | -        | 126,532  | 17.43    | 3        | 3,368  | 0.46 | -    | 725,984   |
| 서스캐처원             | 96,740    | 24.05 | -    | 193,254   | 48.03 | 17   | 104,626   | 26.01 | -    | -        | -        | -        | 7,526    | 1.87     | -        | 179    | 0.04 | -    | 402,325   |
| 앨버타                 | 119,016   | 22.40 | -    | 247,734   | 46.62 | 15   | 43,818    | 8.25  | -    | -        | -        | -        | 119,586  | 22.50    | 2        | 1,275  | 0.24 | -    | 531,429   |
| 온타리오               | 1,196,308 | 43.60 | 51   | 933,753   | 34.03 | 25   | 594,112   | 21.65 | 9    | 1,204    | 0.04     | -        | 9,791    | 0.36     | -        | 8,615  | 0.31 | -    | 2,743,783 |
| 유콘                   | 2,546     | 44.81 | -    | 3,136     | 55.19 | 1    | -         | -     | -    | -        | -        | -        | -        | -        | -        | -      | -    | -    | 5,682     |
| 퀘벡                   | 928,530   | 45.58 | 56   | 433,101   | 21.26 | 8    | 244,239   | 11.99 | -    | 356,973  | 17.52    | 9        | -        | -        | -        | 74,389 | 3.65 | 2    | 2,037,232 |
| 프린스에드워드아일랜드 | 31,532    | 44.06 | -    | 38,566    | 53.89 | 4    | 1,463     | 2.04  | -    | -        | -        | -        | -        | -        | -        | -      | -    | -    | 71,561    |
| 합계                   | 3,099,521 | 40.18 | 131  | 2,500,113 | 32.41 | 97   | 1,381,558 | 17.91 | 21   | 359,258  | 4.66     | 9        | 282,454  | 3.66     | 5        | 90,334 | 1.17 | 2    | 7,713,238 |

## 같이 보기
- 캐나다의 정당